# 飛雲號驅逐艦
飛雲號驅逐艦是清朝末期订购的驱逐舰之一，为長風級驅逐艦三号舰。本舰下水时清朝已经覆灭，中华民国继承了该舰，为避免重名而改名“同安”。本舰参加过护法舰队，护法运动失败后辗转于渤海舰队、东北海军等军阀舰队之间。1937年抗日战争爆发初期在青岛自沉。日军随后打捞起本舰，改造成炮艇，以“同春”之名加入日本帝国海军。1940年，日军将本舰转交予汪精卫政权。1944年底，部分汪政权海军官兵夺取了本舰起义，前往烟台附近登陆，其后本舰下落不明。
本舰最初的舰名“飞云”为中国自创立近代海军以来第二艘以此为名的军舰，第一艘飞云号为晚清时期福建船政建造的一艘炮舰。

## 设计和概述
清政府早期曾经尝试过装备驱逐舰，但庚子事变时4艘海龙级驱逐舰全部被联军夺取。1909年，清政府派出载洵为首的考察团访问欧洲各国，并下达了大批军舰订单。这一次清廷再次试图拥有驱逐舰，为此向德国希肖造船厂下达了3艘新驱逐舰的订单。
本舰排水量390吨，长60.35米、宽6.5米、吃水1.8米。外形上中部干舷极低，加上行驶速度快，为了减少上浪问题，采用了高干舷、长艏楼的巡洋舰式舰艏设计；同时为改善驾驶室视野，司令塔前移，尽量紧贴着艏楼末端。动力方面，为两台垂直三胀式蒸汽机，由4座希肖（或译“硕效”）自制的水管锅炉提供蒸汽。设计动力6,500匹指示馬力（4,800千瓦特），最高航速32節（59每小時）；实际海试录得36節（67每小時）。
本舰主炮为两门75毫米炮，另有4门47毫米机关炮分布在两侧。鱼雷武器方面，为两具18英寸（457）鱼雷发射管，弱于同期德制驱逐舰的3发射管配置。

## 舰历

### 建成至前期
1911年，清政府向希肖造船厂追加了两艘驱逐舰的订单。第二批驱逐舰起初代号为第二、第三号，日后清政府分别拟定了“伏波”、“飞云”的名字。1912年7月5日，两舰下水，此时清朝早已经灭亡。民国政府以开具高额贴息国库券的方式，继承了本级全部三舰。10月31日，长风、伏波、飞云三舰返抵上海，11月7日接收完毕，入列中国海军。11月14日，时任海军总司令李鼎新向海军部提交报告称伏波、飞云两名与福建船政当年建造的两艘炮舰重名，建议改名为晴波、庆云。北京政府后来决定三舰均进行改名，其中飞云号改名“同安”。
1912年讨袁战争结束后，海军陆续为各舰加装无线电设备。在主力舰艇接受改装之后，同安号等三舰也陆续安装了西门子德律风根式接收机，为此三舰前后桅均加高以安装天线。此时三舰因舰况较新，航速快，北洋政府用来充当侦察和通信用。
1916年7月21日，海军总司令程璧光、第一舰队司令林葆怿率领驻扎在上海的5艘军舰南下，同安号也在其中。程璧光到达广州后通电支持孙中山，护法舰队成立，程璧光就任护法军政府征闽海陆联合军总司令。同年12月7日，护法军发动北伐，进攻福建。豫章号、同安号参加了对潮汕地区的攻击行动。
1917年底，桂系广东督军莫荣新与孙中山的护法军政府一方矛盾日趋激烈。1918年1月2日，大元帅府卫队人员在招兵时被捕，多名军官被杀。孙中山对此怒不可遏，决定对广东督军署发起突然袭击，杀死莫荣新。陈炯明和程璧光均不支持孙中山的复仇行动，而此时豫章号、同安号两舰因吃水较浅，正停泊在广州市区内。因此1月3日，孙中山直接以大元帅名义下令两舰炮击督军署。两舰航行到距离督军府2000米处的琶洲岛，豫章号以主炮开火，但因为没有见到孙中山许诺的陆军行动，豫章号只放了几炮就停止了炮击。同安号舰长温树德则只是在一边观望，甚至都没有开火。事后莫荣新向孙中山道歉，而程璧光将吴志馨、温树德两人撤职，把豫章号、同安号带回黄埔。
1921年4月26日夜，护法舰队非闽籍军官高层举行会议，决定清洗舰队内的闽籍官兵，夺取各舰控制权。孙中山委任鱼雷局局长温树德为临时总指挥，长洲要塞司令陈策为副总指挥。27日行动队发动突袭，成功夺取了停驻于珠江内的各舰，同安号上也没有经过激烈的战斗即被夺下。
1922年6月16日，陈炯明与孙中山发生了严重冲突，陈炯明以武力驱孙，粤军发动了第二次炮击越秀山事件。豫章号、同安号、永丰号等站在孙中山一边，与粤军炮台交火。不久温树德等与陈炯明议和，24日通电要求孙中山下野。此时同安号倒向温树德。7月8日，陈炯明以20万元协饷送予海军，温树德与孙中山正式决裂；9日驻在长洲的海军陆战队司令孙祥夫也公开投靠陈炯明。10日，受长洲炮台威胁、仍效忠孙中山一方的各舰冲破炮台的封锁线，进入靠近租界的白鹅潭。当时同安号也在白鹅潭停泊，因此归顺孙中山一方。7月底回援的北伐军因粤军第一师阵前倒戈而败退。8月9日，孙中山见大势已去，撤离永丰号，前往上海，豫章号、同安号回到温树德手中。
1923年1月1日，滇、桂、粤联军会师，共同发动讨陈战争，1月16日攻入广州。此时温树德骑墙不定，一直在陈炯明、孙中山和北京政府之间摇摆。10月27日03时，永翔、楚豫、豫章、同安4舰灭灯离开广州，前往汕头与温树德的海圻、海琛、肇和3舰会合。12月18日，温树德率领7舰北上，护法舰队解散。
1924年1月，温树德率领舰队抵达青岛。同年3月22日，同安号等6舰组成渤海舰队，由直鲁豫巡阅使吴佩孚直接管辖。
1925年10月19日，原直军陆军检阅使兼第十一师师长、新任第三军军长冯玉祥倒戈，直军败退。渤海舰队依旧留在青岛，奉系直鲁联军张宗昌占领了山东后，同安号在内的渤海舰队投奔了张宗昌。
1927年6月，奉系东北海军正式吞并渤海舰队。北上后的同安号因长期缺乏维护，东北海军合并渤海舰队后，同安号准备从青岛前往东北时，锅炉突然发生爆炸，但舰体没有损伤。东北海军不愿放弃这艘军舰，设法将同安号送入旅顺的日本船坞，更换了新锅炉。修理完成后航速依旧达到30節（56每小時）。南京国民政府成立后，奉系东北海军与闽系中央海军长期对峙，但同安号这段时间没有多少行动记录。
1928年12月29日，东北易帜，同安号名义上属于南京政府。此后同安号在渤海内担负巡逻、护渔等任务。
1932年，日军发动热河作战。东北海军为防日军从天津内河攻入，决定拆除部分老舰的火炮，舰上满载砂石水泥，随时准备自沉封江，尚可用的军舰则随时待命，准备作战。1933年5月中日签署《塘沽协定》，布防行动解除。
1937年，抗日战争爆发。12月18日，青岛市长沈鸿烈发布焦土抗战策略，当晚18时，同安号在青岛小港港口自沉。

### 后期
日军占领青岛后，将同安号打捞出水进行修理，编入北支特别炮艇队，改名“同春”。此时同春号原有火炮均已被中国军队拆走，日军仅为舰上安装了机枪，型号和数目不明。
1940年日本与汪精卫政权签订《中日基本條約》，12月13日北支特别炮艇队移交给汪政权海军，同春号随之编入汪政权海军威海卫海军基地部，以刘公岛为基地，编制为少校艇长以下军官11人，水手45人。
1944年11月5日，刘公岛海军练兵营卫兵队队长郑道济等人发动起义，杀死多名日军官兵，带领600多人夺取了同春号、东海号两艘舰艇逃离刘公岛，11月6日在威海以西双岛附近登陆。同春号其后下落不明，推测起义人员已将两艘舰艇自沉。1945年3月20日，汪政权海军将同春号除籍。起义官兵上岸后加入八路军，编为胶东军区海军支队；当中不少人成为后来的解放军海军的早期组成人员。